# Distrito de Wurduj
Wurduj es uno de los 29 distritos de la Provincia de Badakhshan, Afganistán. Fue creado en 2005 con parte del distrito de Baharak y cuenta con una población de aproximadamente 17.000 personas.